# Руфіній Сирійський

«Руфін сирійського народу» — це ім'я з'являється в єдиній збереженій копії робіт Меркатора, збірці Палатина. Каролінговий мініскул, 9 століття, ймовірно, Лорш.

Руфіній Сирійський або Руфін Сирійський (бл . 400 р.) — християнський богослов, священник та письменником, якого зазвичай називають пелагіанцем.

## Життєпис
За словами антипелагійського письменника Маріуса Меркатора, Руфін «сирійського народу» (natione Syrus) викладав у Римі під час єпископату Анастасія I (399—401) і через це вчення погано вплинуло на теологію Пелагія та його послідовників. Існують розбіжності між вченими щодо правильного читання слова, що передує natione Syrus : це або quidam («не належав до сирійської раси»), або quondam («у свій час сирійської нації»). Волтер Данфі навіть стверджує, що вся фраза в кінцевому підсумку є помилкою переписувача і що Руфінуса з Сирії не було.
Всього існує сім згадок про осіб, яких звали Руфін з близько 400, і вчені не знають, скільки людей стоїть за ними. Є ще три Руфінуси, яких часто ототожнюють із сирійським Руфіном Меркатором. Якщо «сирійський» вживався в широкому сенсі (тобто Сирія Палестинська), то Руфін Меркатора може бути ідентичним Руфіну, який був ченцем у Вифлеємі і вирушив з місією на Захід для Єроніма Стридонського на початку 399 року .
Сирійського Руфіна зазвичай ототожнюють з Руфіном, який написав Liber de fide (Книгу віри), яка збереглася в єдиному рукописі, нині MS Q. v. 1. 6 у Публічній бібліотеці Санкт-Петербурзі. У рукописі автор описує як священника з провінції Палестини . У цій роботі Руфін атакує аріанство, оригенізм і вчення про первородний гріх . Твір довгий час помилково приписували Руфіну (Тиранію) Аквілейському . Останній, якого також називають Руфін Аквілейський, безперечно був іншою людиною.
Сирійський Руфін зазвичай також ототожнюється зі «святим священником», згаданим Целестієм на суді в Карфагені в 411 році. На той час священник був уже мертвий.